# Edward From
Edward From, lub Eliasz From, ps. „Andrzej Nullus” (ur. 5 czerwca 1893 w Łodzi, zm. prawdopodobnie 23 listopada 1939 w Radogoszczu) – polski poeta, dziennikarz, teatrolog, autor estradowy.

## Życiorys
Był synem bankowca – Józefa Froma i Sury z domu Zilberg. Ukończył studia na Politechnice Gdańskiej. Debiutował w 1911 w dodatku do „Nowej Gazety”, pt. „Literatura i Sztuka”. Powróciwszy do Łodzi, podjął pracę jako dziennikarz, prowadząc w latach 1912–1914 wraz z Konradem Tomem dział teatralny w „Gazecie Łódzkiej”, jednocześnie współpracując z czasopismem „Widnokrąg”. W 1914 wydał jednodniówkę „Życie łódzkie”, publikując w niej młodzieńcze wiersze Juliana Tuwima. W 1921 wydał jednodniówkę „Nowiny Łódzkie”. W latach 1922–1923 pisał felietony dla „Tygodnika Łódzkiego” oraz redagował: miesięcznik „Rynek Przemysłowy i Handlowy”, dziennik „Nowiny” (1924–1925) i tygodnik „Kalejdoskop” (1926). Należał do komitetu redakcyjnego „Dziennika Łódzkiego”. Od 1925 był dziennikarzem „Ilustrowanej Republiki”.
W listopadzie 1939 został aresztowany przez Niemców i osadzony w obozie przejściowym w Radogoszczu, gdzie zachorował na zapalenie płuc. Osłabiony chorobą został zamordowany przez strażników więziennych. Jego ciało pochowano prawdopodobnie w lasach lućmierskich.